# Sala Parpalló
La Sala Parpalló es una sala de arte contemporáneo integrada en la red de Museos de la ciudad de Valencia, España. Fue creada en 1980. 

## Historia

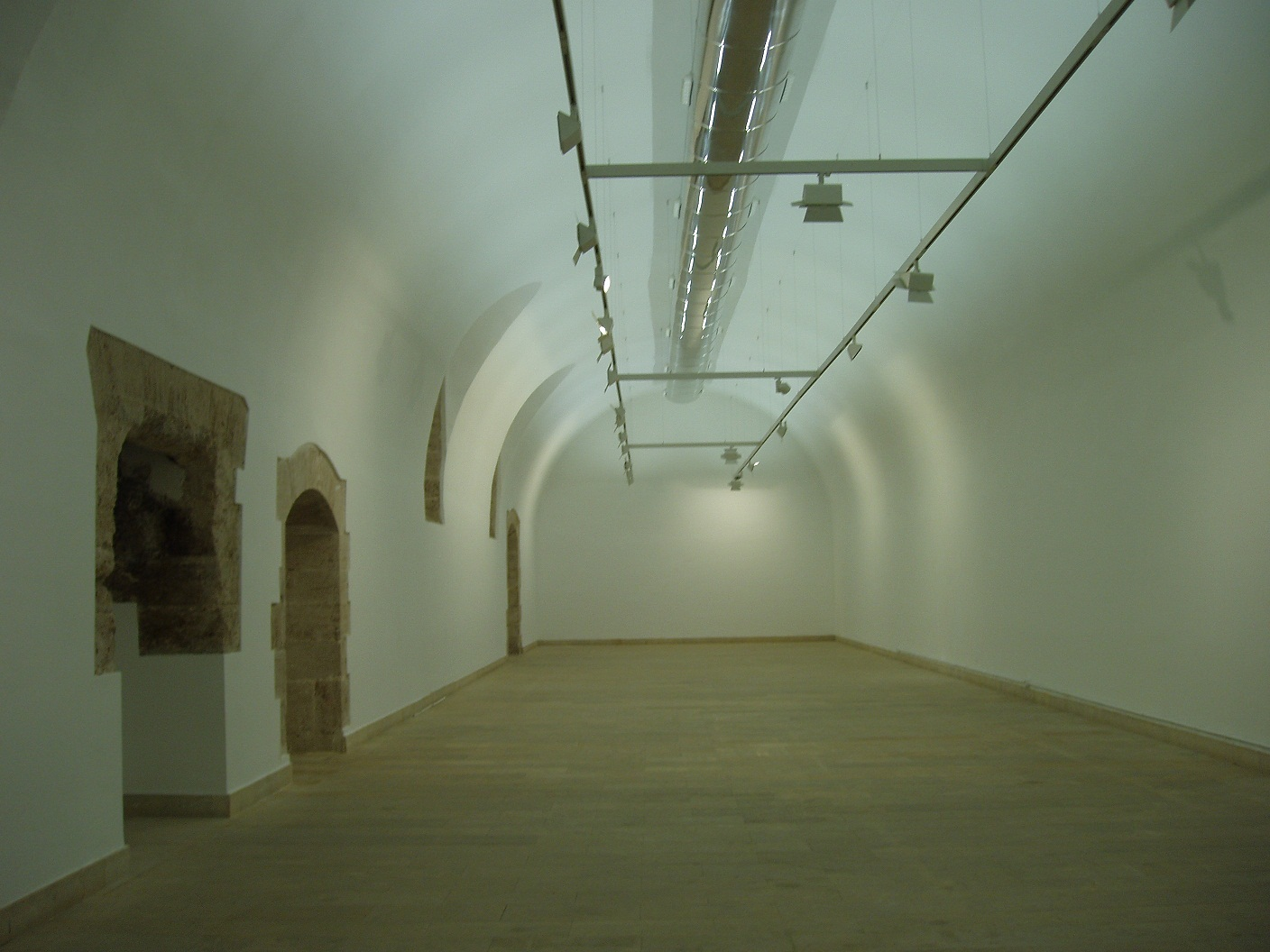
Sala Parpalló en el Refectorio del Convento de la Trinidad

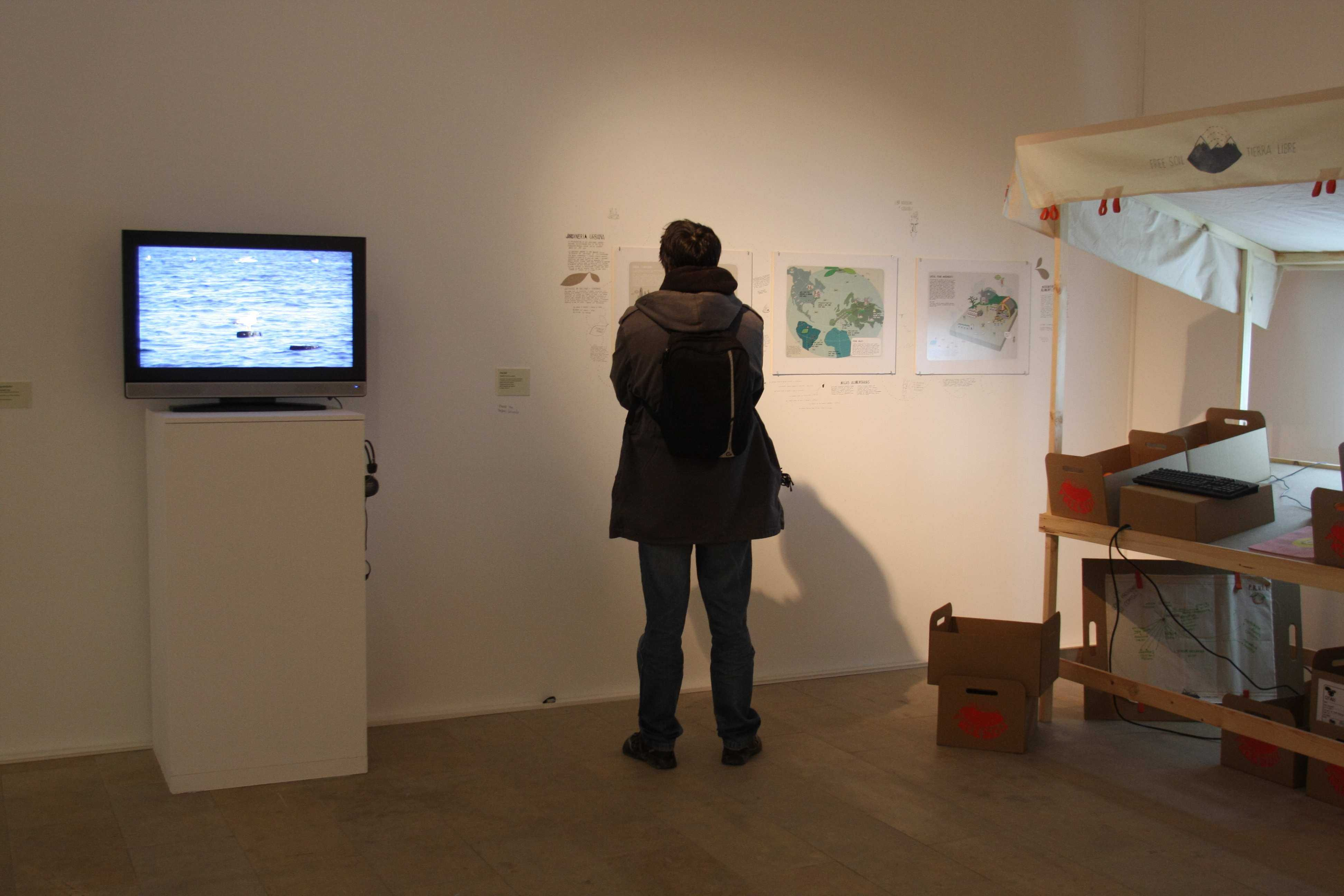
Exposición "Ecomedia", Colectiva, 2009.

Comenzó a funcionar en la sede del Teatro Escalante en enero de 1980, siendo dirigido por Artur Heras.
A principios de la década de 1990 fue trasladada al Palau dels Scala, aunque unos años después fue integrada al Centro Cultural la Beneficencia, pasando a ser dirigida por Manolo Muñoz. A partir de 2001 pasaría a estar dirigido por Manuel Ventimilla, dedicando su exhibición a artistas valencianos. Para entonces fue reubicada en el MUVIM cuando este se inauguró en 2001. En 2005 la Sala Parpalló pasó a funcionar en una de las alas pertenecientes al claustro del Real Monasterio de la Trinidad de Valencia, dirigido por Ana de Miguel Vilar-Sancho. En 2011 se anunció que a partir de 2012 volvería a ser fusionado con el MuVIM, funcionando entretanto nuevamente en Beneficencia.
Finalmente la vuelta al edificio del MuVIM supuso el fin de su independencia orgánica y funcional, pasando simplemente a ser una de las salas de exposiciones del MuVIM, Museu Valencià de la Il.lustració i de la Modernitat.

## Artistas y proyecto expositivo
En sus comienzos la Sala realizaba exposiciones de fotografía. Fue el primer espacio público de Valencia dedicado al arte moderno También presentó en España por primera vez artistas internacionales como Lindsay Kemp, Arnulf Rainer, Robert Frank, Kenneth Noland, Richard Wentworth,  o Jean Dieuzaide, entre otros. También fue el primero en presentar en Valencia artistas españoles como Joan Miró, Picasso, Manuel H. Mompó, Luis Gordillo, Manolo Valdés, Eduardo Arroyo, Rafael Armengol, Miquel Navarro o el italiano Salvatore Garau.
Desde el año 2006 hasta el 2011, la Sala Parpalló tuvo un espacio dedicado a los New media art. Participaba en la concesión de las Becas Alfonso Roig, organizaba talleres de arte y cumplía una función divulgadora a través de publicaciones, conferencias y seminarios. Entre sus exposiciones destacan las dedicadas a Tàpies, Joan Cardells, Salvatore Garau, Laylah Ali, Abigail Lazkoz, Ana Prada, Isabel Rocamora, Manuel Sáez, Mira Bernabeu, Daniel García Andujar, o diferentes colectivas en las que se ha expuesto obras de Eugène Atget, Josef Sudek, André Kertész, Marc Trivier, Cartier-Bresson, Irving Penn, Arnold Newman, Diane Arbus, Peter Witkin, Carlos Muñoz-Yagüe, Louise Bourgeois, Darío Villalba, Guillermo Kuitca, Mateo Maté, Eulàlia Valldosera, Montserrat Soto, Gilberto Zorio, Manuel Bouzo, Enrique Marty, Miguel Borrego, Cristina Lucas o Alberto García-Alix, entre otros.

### Sala New media Art
Para acercar al público en los aspectos estéticos y culturales de la tecnología, la Sala expuso la obra de artistas españoles como Daniel Canogar, Pablo Valbuena o internacionales presentados por primera vez en Valencia, como Raoul Servais, y Paul Friedlander. De igual modo, se exponen por primera vez en España a Han Hoogerbrugge, los italianos Studio Azzurro, o Igor Stromajer. También desarrolla ciclos de cine, animación, conferencias, talleres y seminarios en relación con proyectos audiovisuales vinculados a la danza, el diseño, la infografía, etc.

### Programación infantil: Para Niños

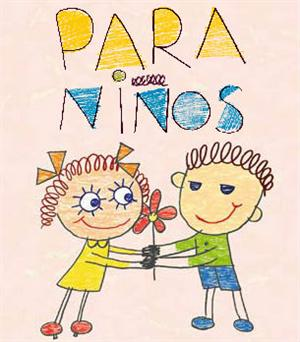
Para Niños. Ciclo de animación infantil.

La Sala Parpalló programó desde el año 2007 el ciclo de animación titulado “Para Niños", consistente en la emisión de cortometrajes que, en lenguaje didáctico y adecuado para la edad, les proporciona enseñanzas y recursos que lo ayuden en su crecimiento, estimulando la creatividad. Los cortometrajes emitidos provienen de distintos países como Estados Unidos, Alemania o Corea, entre otros.

## Becas Alfons Roig

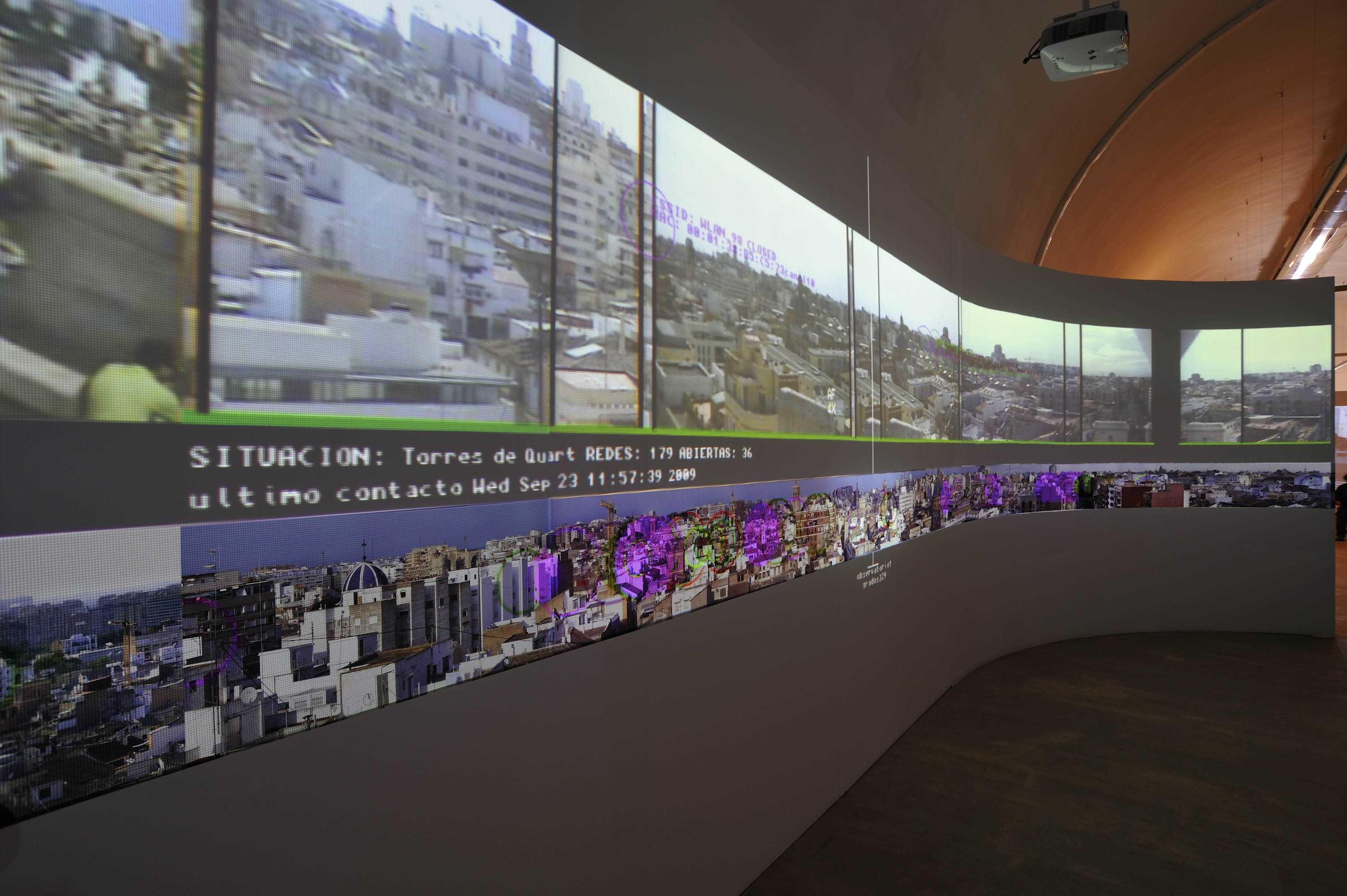
Exposición de Clara Boj Tovar y Diego Díaz García, becados Alfons Roig, en el Observatorio de la sala.

Los Premios Alfons Roig se crearon en el año 1981, bajo el amparo de la Diputación de Valencia. Desde sus inicios han estado directamente vinculados a la Sala Parpalló, que alberga las exposiciones de los premiados. Este certamen nació como "el premio para Artistas Plásticos, denominado Alfons Roig", para apoyar el arte valenciano y recogía tres modalidades: premio, becas de creación y becas de investigación. En el año 2004 desapareció definitivamente el premio, aunque las becas continúan convocándose bianualmente, dirigidas exclusivamente a artistas valencianos o que residan y desarrollen su actividad en Valencia. Entre los artistas galardonados con las becas destacan Carmen Calvo, Victoria Civera, Pedro Ortuño, Amparo Tormo, Carmen y Ana Navarrete, Marcelo Expósito, Teresa Cebrián, El equipo Límite, Joël Mestre, Mavi Escamilla, Olga Adelantado, Joan verdú, Juan Cuellar, Moisés Mahiques o Natividad Navalón, entre otros.
| Artista                | Año  |
| ---------------------- | ---- |
| Josep Renau            | 1981 |
| Manuel Hernández Mompó | 1982 |
| Eusebio Sempere        | 1983 |
| Manolo Valdés          | 1984 |
| Alfons Roig Izquierdo  | 1985 |
| Miquel Navarro         | 1986 |
| Ángeles Marco          | 1987 |
| Carmen Calvo           | 1988 |
| Jordi Teixidor         | 1989 |
| Andreu Alfaro          | 1990 |
| Artur Heras            | 1992 |
| Salvador Soria         | 1993 |
| José M. Iturralde      | 1994 |
| Joaquim Michavila      | 1995 |
| Soledad Sevilla        | 1996 |
| Amadeo Gabino          | 1998 |
| Enric Mestre           | 1999 |
| Joan Cardells          | 2000 |
| Gabriel Cuallado       | 2002 |
| Rafael Armengol        | 2004 |